# 亚美尼亚—阿塞拜疆关系
目前，由于纳戈尔诺-卡拉巴赫地区正在爆发冲突，亚美尼亚和阿塞拜疆两国尚未建立正式的外交关系。不过，这个两国邻国在俄罗斯帝国覆灭后，独立为亚美尼亚第一共和国和阿塞拜疆民主共和国，于1918年和1921年间有过正式的政府关系，这种交往甚至在俄国革命后依然存在，直到两国被苏联占领吞并后才结束。由于两国在过去一世纪以来于1918年到1921年和1988年到1994年间两度爆发战争，双方关系一直很紧张。在敌对情绪的持续发展下，两国大范围抹煞了苏联时期双方共居的社会记忆。

## 历史

### 1918年至1921年
1918年5月26日，外高加索民主联邦共和国解体，格鲁吉亚民主共和国宣告独立后，阿塞拜疆和亚美尼亚均于5月28日同步宣布独立。两国声索历史上和民族上属于他们的土地，爆发领土冲突，最终演变成1918年至1920年间的阿塞拜疆-亚美尼亚战争。一系列的冲突直到两国被苏联兼并后才结束。

### 苏联时代
1922年，苏联成立，阿塞拜疆苏维埃社会主义共和国和亚美尼亚苏维埃社会主义共和国成为构成国，后于1936年成为独立实体。当时納戈爾諾-卡拉巴赫自治州内部以及两国的关系是苏联所有构成国中最为和平友好的。虽然偶尔会发生冲突，尤其是1948年和1964年亚美尼亚民众抗议促使大批亚美尼亚人出走，但由于苏联的审查制度极为严苛，大部分民众未能了解他们的情况。

### 卡拉巴赫战争
1988年，卡拉巴赫的亚美尼亚居民投票决定离开阿塞拜疆，加入亚美尼亚，导致阿塞拜疆当局屠杀了苏姆盖特、巴库和基洛夫堡三个城市的亚美尼亚人，引发军事冲突，也就是后来的纳戈尔诺-卡拉巴赫战争。战争使得亚美尼亚事实占领前纳卡地区及周围阿塞拜疆的七个类似的地区，但最终因双方自1994年5月统一停火而停止。1995年底，双方同意接受欧洲安全与合作组织明斯克集团的斡旋。明斯克集团目前由美国、法国和俄罗斯共同主持，成员有亚美尼亚、阿塞拜疆、土耳其及几个西欧国家组成。
1991年底至1992年5月，阿塞拜疆部队围攻最大城市斯捷潘纳克特，当地亚美尼亚人全民武装，迎面轰炸。肆意的炮击、狙击手射击及空中打击致使数百名平民遇害或致残，民居、医院及其他为不属于合法军事目标的建筑被毁，当地居民惊恐万分。阿塞拜疆封锁所有必需品补给，包括水、电力、食物和药品，造成多人死亡。人权观察组织指部队使用霍賈雷和舒沙等城镇作为轰炸行动的主要基地。在此期间的发生的1992年2月26日霍賈利大屠殺至少造成霍贾雷161名阿塞拜疆族死亡。人权观察组织表示，这次悲剧发生时，大批居民由一群撤退士兵伴随，在城市落在亚美尼亚手上时离开城市。就在他们接近阿塞拜疆的边境时，他们碰到了亚美尼亚的一座军事哨所，遭受猛烈火力的攻击。

### 1994年至2015年
战后，亚美尼亚和阿塞拜疆的关系非常紧张。2008年，阿塞拜疆总统伊利哈姆·阿利耶夫表示“纳卡地区永远不会独立，这个主张也是国际调解员所支持的，亚美尼亚也接受这个现实”，“1918年，叶里温被亚美尼亚人拿下，这显然是错误的。葉里溫汗國是阿塞拜疆的领土，亚美尼亚只不过是过客。”
到2009年，两国尚未达成协议，阿塞拜疆经常威胁要以武力夺回该地区，如果明斯克集团不能成功。
亚美尼亚公民、亚美尼亚侨民及曾到访争议地区的人士被禁止进入亚美尼亚，未经事先正式授权。
2008年玛达克冲突中，亚美尼亚和阿塞拜疆于纳卡地区爆发冲突，时间不长，但各有伤亡。
2010年6月，双方爆发短暂冲突，造成4名亚美尼亚士兵、1名阿塞拜疆士兵死亡。冲突隔天，两国总统在莫斯科举行和谈。
2010年8月31日的边境冲突造成3名亚美尼亚人、2名阿塞拜疆人死亡。亚美尼亚军方表示有7名阿塞拜疆人遇害。双方均指责对方造成事件。在此之前于9月4日的另一起事件，造成2名阿塞拜疆士兵被杀，1名亚美尼亚人受伤。
2011年6月24日，双方在俄罗斯喀山接触，商讨纳卡地区问题的结局，但最终以失败收场。会谈破裂后，阿塞拜疆总统伊利哈姆·阿利耶夫6月26日的“救赎日”阅兵式上警告亚美尼亚，阿塞拜疆可能会武力夺回纳卡地区。2011年10月5日，双方在纳卡爆发冲突，造成1名亚美尼亚士兵、2名阿塞拜疆人死亡。2名亚美尼亚人同日被狙击手开枪打伤。另一起爆发事件发生在2012年6月5日。阿塞拜疆方表示亚美尼亚士兵跨过边境，打伤5名阿塞拜疆士兵，随后撤退。亚美尼亚否认，指阿塞拜疆率先跨越边境。
2013年10月，扎基尔·哈桑诺夫在争议声中被任命为阿塞拜疆国防部长。
2014年7月27日至8月8日，双方军队爆发冲突。报道指双方的冲突达到了1994年停火协议以来的最高潮。

### 2016年冲突

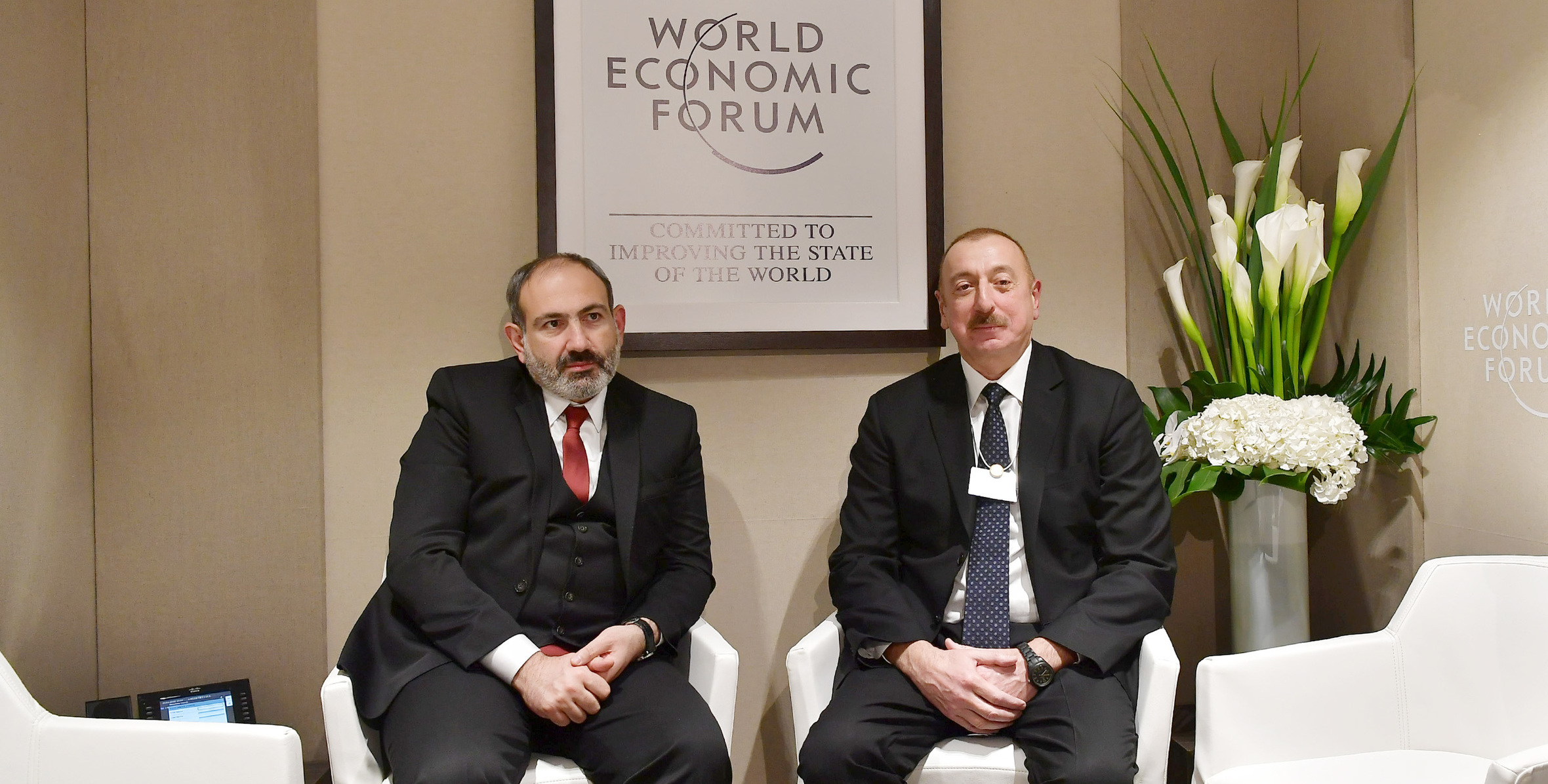
2019年1月，亚美尼亚总理尼科尔·帕希尼扬和阿塞拜疆总统伊利哈姆·阿利耶夫举行会谈

2016年亞美尼亞–亞塞拜然衝突中，双方有350名士兵和平民遇害，阿塞拜疆宣布单方面停火。

### 2020年冲突
2020年7月12日至18日，双方在亚美尼亚塔武什州和阿塞拜疆塔烏茲區两个边境地区爆发武装冲突。双方动用大炮、坦克和冲击无人机，造成至少17名士兵和1名平民遇害。另有多人受伤。双方报告有四名指挥官或下级军官死亡，一名阿塞拜疆人为少将。
2020年9月27日，亚美尼亚本地人和阿塞拜疆士兵继续在纳戈尔诺-卡拉巴赫接触线爆发冲突。亚美尼亚、纳卡（或称阿尔察赫的事实领土）与阿塞拜疆宣布戒严，动员新旧应征入伍者和专业士兵。
2020年10月9日，联合国人权事务高级专员蜜雪兒·巴舍萊表示纳卡地区有平民伤亡，关切人口密集地区成为重型武器袭击的目标，呼吁双方马上停火。
2020年10月17日，亚美尼亚和阿塞拜疆外交部长在与俄罗斯外交部长谢尔盖·拉夫罗夫通电话，被拉夫罗夫强烈敦促遵守莫斯科协议后，宣布达成停火协议。然而双方都指责对方违反休战协定，进一步加剧冲突。蜜雪兒·巴舍萊担心双方在纳卡冲突地区有可能的战争犯罪行为。10月30日，亚美尼亚和阿塞拜疆达成协议，避免故意打击平民人口，但人口密集地区据报遭遇了空袭。

#### 停火

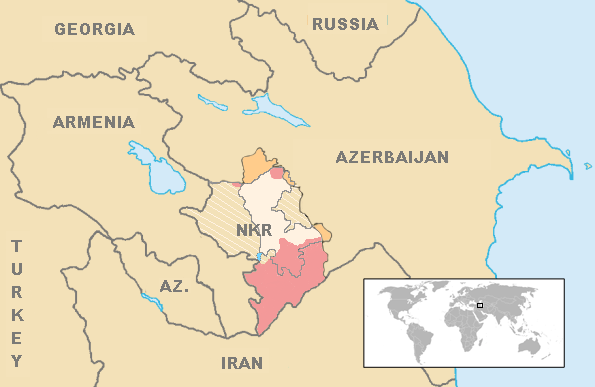
协议签订时的冲突前线地区，其中红色所示为阿塞拜疆所获领土，蓝色所示为俄罗斯维和部队控制下的拉钦走廊，其余为亚美尼亚向阿塞拜疆投降的地区。

在俄罗斯的斡旋下，亚美尼亚、阿塞拜疆和阿尔察赫共和国（非缔约国）于2020年11月9日达成停火协议，莫斯科11月10日午夜起正式生效，申明纳卡地区的所有敌对需要都要结束。阿塞拜疆控制5个城市、4座城镇和240个村庄外加整个阿塞拜疆–伊朗边境。纳卡部分地区及亞美尼亞控制的納戈爾諾-卡拉巴赫周邊地區于2020年12月1日移交阿塞拜疆，阿塞拜疆可以通过穿越亚美尼亚走廊，对外飞地纳希切万自治共和国行使主权；同样亚美尼亚也可以使用穿越阿塞拜疆、连接阿尔察赫的走廊。
在鲁斯塔姆·穆拉多夫的带领下，约2000名俄罗斯士兵以维护部队的身份进驻亚美尼亚和纳卡地区直接的陆路走廊进行保护，期限至少5年。俄罗斯部队还将负责管理连接阿塞拜疆和纳希切万的陆路。

### 2021年衝突
2021年11月中旬，阿塞拜疆與亞美尼亞再次爆發衝突。亚美尼亚军队共有1人死亡，13人被俘，另有24人失踪，两个阵地被佔領。阿塞拜疆军方在冲突中共有近70人伤亡。

### 2022年衝突
2022年7月16日，亚美尼亚外长和阿塞拜疆外长在格鲁吉亚首都第比利斯举行会谈。這是第二次纳戈尔诺-卡拉巴赫战争以来兩國外長首次會面。
2022年8月3日，阿塞拜疆和亚美尼亚在边境地区发生冲突。阿塞拜疆外交部表示阿方一人死亡。亚美尼亚外交部表示亚方人员2死14人伤。
2022年9月，当地时间周一（12日）晚至周二（13日）凌晨，阿塞拜疆和亚美尼亚边境发生大规模冲突，双方互相指责对方挑起冲突。

2022年10月6日，阿塞拜疆總統伊利哈姆·阿利耶夫和亞美尼亞總理尼科爾·帕希尼揚會面，在會後發表的聲明中，雙方確認致力於維護《聯合國憲章》和《阿拉木圖宣言》，雙方通過該議定書承認彼此的領土完整和主權。

### 2023年冲突
2023年9月19日，納戈爾諾-卡拉巴赫衝突再次爆發；阿塞拜疆控制局勢，結束當地亞美尼亞裔自治時期，阿爾察赫共和國總統宣布2024年1月1日解散所有國家機構，大部分亞美尼亞裔人逃往亞美尼亞。
2023年10月24日，亚美尼亚外长和阿塞拜疆外长在德黑兰举行非正式会议。

### 邁向正常化
2023年12月7日，亞美尼亞和亞塞拜然發表聯合聲明，表示兩國認為「该地区出现了实现期待已久的和平的历史性机遇」，重申「有意在尊重主权和领土完整原则的基础上实现关系正常化并达成和平条约 」，並同意交換戰俘，以採取「切實步驟」。2023年12月13日，阿塞拜疆和亚美尼亚交换被俘军人，阿塞拜疆释放32名亚美尼亚军人，亚美尼亚則释放2名阿塞拜疆军人。 獲釋的亞美尼亞人大多於2020年底被捕，而獲釋的阿塞拜疆士兵則自4月以來被關押。
2025年8月8日，亚美尼亚总理与阿塞拜疆总统在美国白宫簽署和平協議，兩國承诺结束自1980年代末以來在纳卡地区的长期争端，放弃相互领土主张和国家间索赔，並且两国建立外交关系。

## 延伸阅读
- Sauerborn, Djan; Scianna, Bastian Matteo; Mazziotti, Marius: "Multipolarity is key: Assessing Azerbaijan's foreign policy"（页面存档备份，存于）